# Zyta Mojek
Zyta Mojek po mężu Bobola (ur. 27 marca 1936 w Złotnikach, zm. 21 czerwca 2023) – polska lekkoatletka, specjalistka rzutu dyskiem.

## Kariera
Na mistrzostwach Europy w 1962 w Belgradzie zajęła 11. miejsce w tej konkurencji.
Pięciokrotnie była wicemistrzynią Polski w rzucie dyskiem w 1962, 1963, 1964, 1965 i 1967.
W latach 1961–1967 startowała w dwudziestu siedmiu meczach reprezentacji Polski (29 startów) w rzucie dyskiem i pchnięciu kulą, odnosząc pięć zwycięstw indywidualnych.
Rekordy życiowe:
- rzut dyskiem – 52,90 (29 maja 1966, Mielec)
- pchnięcie kulą – 12,68 (27 czerwca 1967, Lublin)

Była zawodniczką Stali Mielec. Jej główną rywalką w kraju była najpierw Kazimiera Rykowska, a później Jadwiga Wojtczak.